# Hypodynerus chiliotus-unicinctus
Hypodynerus chiliotus-unicinctus är en stekelart som först beskrevs av Edoardo Zavattari 1912.
Hypodynerus chiliotus-unicinctus ingår i släktet Hypodynerus och familjen Eumenidae. Inga underarter finns listade i Catalogue of Life.